# Dormaal
Dormaal est une section de la ville belge de Léau située en Région flamande dans la province du Brabant flamand. C'était une commune à part entière avant la fusion des communes de 1971 (Halle-Booienhoven en 1971, Léau en 1977).

## Évolution démographique
- Sources : INS, Rem. : 1831 jusqu'en 1970 = recensements, 1976 = nombre d'habitants au 31 décembre.